# IC 2770
IC 2770 је елиптична галаксија у сазвјежђу Лав која се налази на листи објеката дубоког неба у Индекс каталогу.
Деклинација објекта је + 9° 13' 16" а ректасцензија 11h 22m 24,7s. Привидна величина (магнитуда) објекта IC 2770 износи 15,9 а фотографска магнитуда 16,9. IC 2770 је још познат и под ознакама NPM1G +09.0254, PGC 3091444.